# Hit Parade of 1941
Pour plus de détails, voir Fiche technique et Distribution.
Hit Parade of 1941 est un film américain réalisé par John H. Auer, sorti en 1940.

## Fiche technique
- Titre français : Hit Parade of 1941
- Réalisation : John H. Auer
- Scénario : Maurice Leo, Bradford Ropes et F. Hugh Herbert
- Photographie : Jack A. Marta
- Montage : William Morgan et Murray Seldeen
- Pays d'origine : États-Unis
- Format : Noir et blanc - 1,37:1 - Mono
- Genre : musical
- Date de sortie : 1940

## Distribution
- Kenny Baker : David Farraday
- Frances Langford : Pat Abbott
- Hugh Herbert : Ferdinand Farraday
- Mary Boland : Emily Potter
- Ann Miller : Anabelle Potter
- Patsy Kelly : Judy Abbott
- Phil Silvers : Charlie Moore
- Sterling Holloway : Soda Clerk
- Donald MacBride : Harrison
- Barnett Parker : Mr Pasley
- Franklin Pangborn : Carter
- Jan Garber : Jan Garber